# خايمي لين باور
خايمي لين باور (بالإنجليزية: Jaime Lyn Bauer)‏ هي ممثلة أمريكية، ولدت في 9 مارس 1949 في فينيكس في الولايات المتحدة.

## وصلات خارجية
- الموقع الرسمي
- خايمي لين باور على موقع IMDb (الإنجليزية)
- خايمي لين باور على موقع إن إن دي بي (الإنجليزية)
- خايمي لين باور على موقع قاعدة بيانات الفيلم (الإنجليزية)